# Římskokatolická farnost Mohelnice
Římskokatolická farnost Mohelnice je územní společenství římských katolíků v děkanátu Zábřeh s farním kostelem svatého Tomáše z Canterbury.

## Historie farnosti
Kostel byl původně zasvěcen Nanebevzetí Panny Marie. První písemný doklad o jeho existenci pochází z roku 1247, kdy byl jmenován v papežské listině, věž kostela se používala jako hláska a patřila městu. Jedná se tedy o nejstarší známou severomoravskou farnost. Jádro stavby je románské z doby před rokem 1247; z té doby se dochovalo zdivo lodi, která byla původně zřejmě plochostropá. V první polovině 14. století bylo přistavěno již v gotickém slohu kněžiště se sakristií a zřejmě i věž. V roce 1275 je u kostela uváděna farní škola, jedním z prvních známých farářů byl kanovník Sander Ranbow (1367–1368). Roku 1480 byl kostel znovu vysvěcen.
Kostel byl údajně pobořen v roce 1642; v tomto roce vpadli do Mohelnice Švédové, zapálili mlýn a od něj shořelo celé vnitřní město. Kostel byl poté provizorně upraven (1651 dokončeno zastřešení věže), v roce 1680 ovšem vyhořel znovu. Zásadní oprava začala v roce 1722, přitom byla zbořená stará kaple a na jejím místě v letech 1726–27 vybudována nová kaple sv. Anny s kryptou.
V roce 1907 byl kostel novogoticky upravován – do oken kněžiště byly vloženy nové kružby, upraveno bylo průčelí a zvonicové patro věže, do předsíně byl zasazen novogotický portál.

## Duchovní správci
Farářem byl od prosince 2010 P. Mgr. Ing. Petr Šimara. Toho od července 2017 vystřídal P. Mgr. Petr Souček.

## Významní rodáci
- Wilhelm Reif

## Bohoslužby
| Kostel                      | Místo     | Bohoslužba (den)                          | Hodina                 | Poznámka        |
| --------------------------- | --------- | ----------------------------------------- | ---------------------- | --------------- |
| svatého Tomáše z Canterbury | Mohelnice | neděle pondělí úterý středa čtvrtek pátek | 9.30 6.30 6.30 a 18.00 | farní kostel    |
| svatého Stanislava          | Mohelnice | čtvrtek sobota                            | 18.00                  | filiální kostel |

## Aktivity farnosti
Každoročně se ve farnosti koná tříkrálová sbírka, v roce 2016 se při ní vybralo v Mohelnici 120 939 korun.
Pro farnost, stejně jako další farnosti děkanátu Zábřeh vychází každý týden Farní informace.